# Il sottile fascino del peccato
 Il sottile fascino del peccato  è un film del 2010 diretto da Franco Salvia.
Il regista ha curato anche la sceneggiatura e il montaggio.
La pellicola, di genere thriller, non va confusa con il precedente Il fascino sottile del peccato per la regia di Ninì Grassia.

## Trama
La scrittrice Giada Gardini torna nel suo paese per il funerale della madre, Sara, morta suicida. Tra gli scontri con il padre, con cui ha chiuso i rapporti da tempo, e le ambiguità di Rachele, bella direttrice dell'albergo di proprietà della famiglia, la donna cerca di capire quale motivo abbia spinto la madre al suicidio.
Scopre che la madre, nell'ultimo periodo di vita, era diventata adepta di una setta e soffriva di manie di persecuzione. Travolta da rivelazioni, macchinazioni ed esperienze negative, all'ombra di riti propiziatori e sotto la minaccia di un maniaco, la scrittrice si trova intrappolata in una rete di intrighi.

## Produzione
Il film è ambientato nella Puglia dei trulli. Tutti gli esterni sono stati girati ad Alberobello.
Il film è stato proiettato in anteprima il 26 febbraio 2010 al cinema Armenise di Bari. Il visto censura (numero 101508) era stato concesso già nel marzo 2008.